# 与田仁志
与田 仁志（よだ ひとし、1956年4月3日 - ）は、日本の医学者・医師。博士（医学）。東邦大学医学部教授。兵庫県城崎郡竹野村（現：豊岡市）出身。

## 人物・来歴[1]
1956年4月、兵庫県城崎郡竹野村（現：豊岡市）に生まれる。出生時、分娩子癇で母子ともに生命の危機にさらされたが、京都大学の産婦人科医の懸命の治療により親子とも一命をとりとめる。父親が「仁術に依り生命を得たと云へる子供であれば、医學に感謝すると同時に仁義に厚き人間にならねばならぬ」という想いから「仁志」と名付けた。物心が付き、出生時の顛末を知ってから、医師になる事を志すようになる。
1983年に日本医科大学を卒業後、同年、日本赤十字社医療センター小児科に入局。川崎病の発見で知られる川崎富作に師事する。1987年、大阪府立母子保健総合医療センター小児循環器科、1989年、日本赤十字社医療センター新生児科、1998年、同副部長、2002年、東京女子医科大学第一病理学講座研究生、2009年、日本赤十字社医療センター新生児科部長を経て、2010年に東邦大学医学部新生児学講座主任教授となる。2014年、東邦大学医療センター大森病院総合周産期母子医療センター長に就任。専門領域は新生児科・小児循環器学・胎児超音波学。
大学時代は剣道部の主将を務めた。当時、顧問であった産婦人科教授、室岡一から受けた「小児科をやるならまず産婦人科をやって胎児を学んでからにしなさい」とのアドバイスから「新生児科医なら出生前の胎児の段階から介入できるような技術・知見を備えておくことが不可欠」という信念を持ち、今日まで診療・研究・教育に携わってきた。

## 著書
- 『小児の心肺蘇生マニュアル―心肺停祉の予防とIntact Survivalに向けて』(共著) (1998年・日本小児医事出版社)
- 『新生児循環管理なるほどQ&A: 図解でどんどんステップアップ』(2012年・メディカ出版)
- 『ステップアップ新生児循環管理: 図解とQ&Aでここまで分かる』(2016年・メディカ出版)
- 『お母さんと赤ちゃんの生理とフィジカルアセスメント』(編著) (2017年・メディカ出版) 他

## メディア

### テレビ
- TBS『Nスタ』(2012年)
- TBS『NEWS23』(2012年) 他

### ラジオ
- ラジオNIKKEI『小児科医療UP-to-D』(2015年) 他

### 雑誌
- 『Fetal & Neonatal Medicine』

「私のモチベーション：周産期医療のさらなる発展のために新しいタイプの周産期関連医師の育成目指す」(2014年4月号・メディカルレビュー社)
- 『Neonatal Care』

「For Baby：東邦大学医療センター 大森病院 NICU・GCU」(2014年 vol.27 no.12・メディカ出版)
- 河合塾『医学科データブック2012 VOL2』「周産期医療の充実に向けて」(2012年) 他

### WEB
- リクルート進学ネット「生まれる前後の赤ちゃんをあらゆる病気から救う先生」他